# جراند ثفت أوتو: ذا تريلوجي – ذا ديفنيتف إديشن
جراند ثفت أوتو: ذا تريلوجي – ذا ديفنيتف إديشن (بالإنجليزية: Grand Theft Auto: The Trilogy – The Definitive Edition )‏ هي لعبة فيديو من نوع لعبة أكشن-مغامرات من تطوير ونشر روكستار جيمز. صدرت اللعبة بشكل رسمي في 11 نوفمبر 2021 وهي متوفرة على عدد من أجهزة الألعاب الرئيسية. اللعبة عبارة عن ثلاثية مُعاد أنتاجها وهي جراند ثفت أوتو 3 (صدرت في 2001) و جراند ثفت أوتو: فايس سيتي (صدرت في 2002) وجراند ثفت أوتو: سان أندرياس (صدرت في 2004).

## ردود الفعل
| نتائج المراجعة نشرة نقاط سويتش بلاي ستيشن 5 نينتندو لايف 4/10 غيمر نيتورك |           |              |
| نتائج المراجعة                                                            |           |              |
| نشرة                                                                      | نقاط      | نقاط         |
| نشرة                                                                      | سويتش     | بلاي ستيشن 5 |
| نينتندو لايف                                                              | 4/10      |              |
| غيمر نيتورك                                                               | 2/5 stars | 3/5 stars    |

لم يحصل النقاد على نسخ مسبقة من اللعبة، مما أدى إلى تأخير في نشر المراجعات.زاك زويزن كتب أن الثلاثية «تحتاج إلى القليل من الالوان» مقدرا تحسن أدوات التحكم وواجهة المستخدم لكنه انتقد اللمعان ومشاكل الإضاءة. ووصف جوردان ميدلر كرونيكل، الذي يعمل في مجال الألعاب، الثلاثية بأنها «سيئة»؛ ووجه المدح لمعدل الإطارات والإضاءة وانتقد فقدان الغلاف الجوي بأستمرار. وقد لاحظ بعض الصحفيين الشكل الغريب لبعض الأشكال المُحدَّثة للشخصيّات.

### بيان روكستار
نشرت روكستار بيان بعد الجدل الذي احدثه اطلاق ثلاثية جراند ثفت أوتو المحسنة والتي عانت من الكثير من المشاكل التقنية والفنية حيث قالت ان الهدف الأول من إعادة اطلاق اللعبة كان بغرض ابقاءها متاحة لجمهور كبير حول العالم. وانها تعمل على تحديث كبير سيتم من خلاله اصلاح الكثير من المشاكل التي ظهرت في اللعبة. وذكرت روكستار أيضا في البيان انهم تعرضوا لمضايقات وتهديدات عبر منصات التواصل الاجتماعي. بجانب عدد من المطورين المشاركين وطالبت من الجمهور التروي واحترام الاخرين.